# Itame fuscaria
Itame fuscaria är en fjärilsart som beskrevs av Jacob Hübner. Itame fuscaria ingår i släktet Itame och familjen mätare. Inga underarter finns listade i Catalogue of Life.